# Socialistas Revolucionários de Esquerda

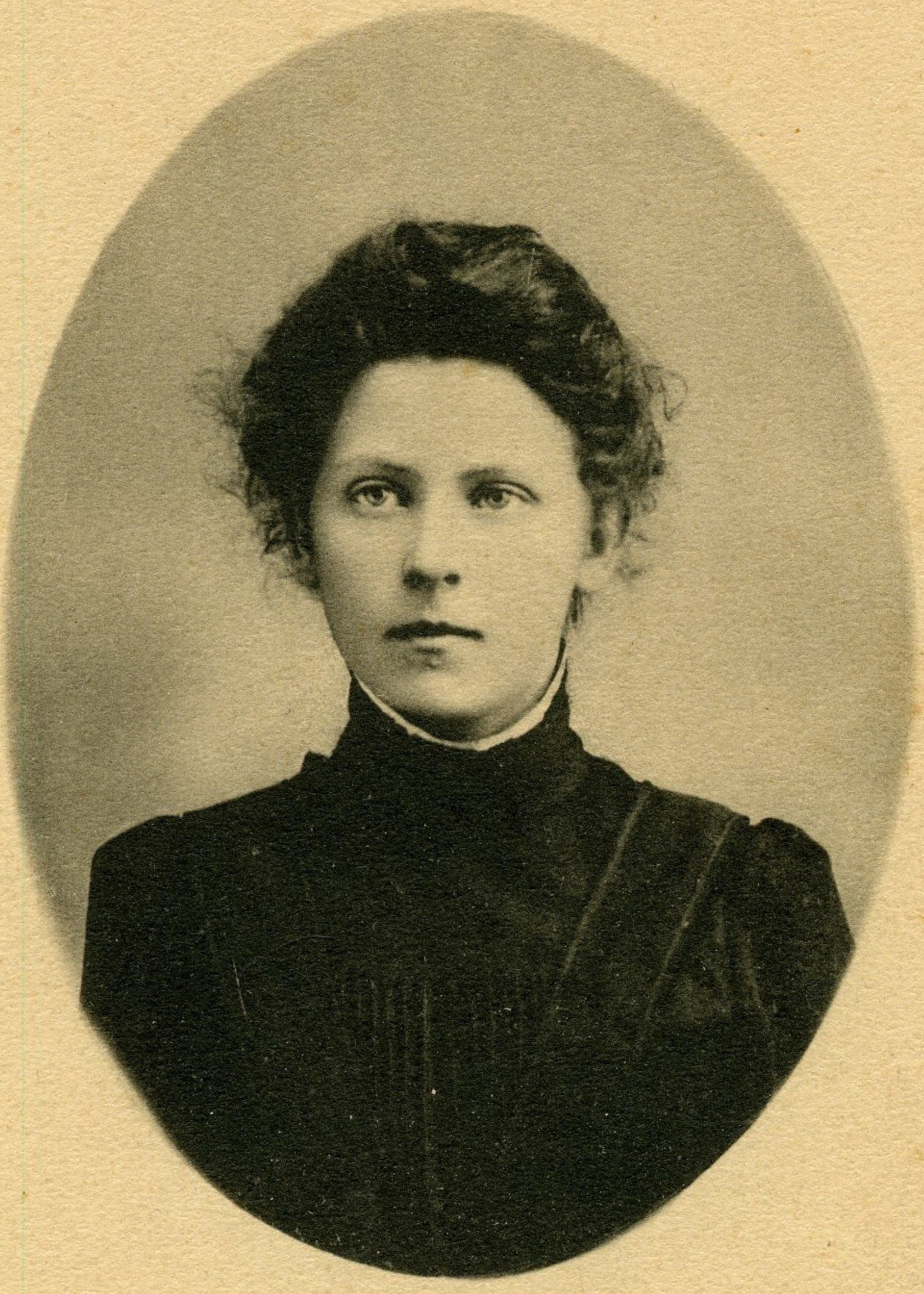
Maria Spiridonova, revolucionária socialista e líder dos Socialistas Revolucionários de Esquerda. Morreu após o Grande Expurgo stalinista

O Partido Socialista Revolucionário de Esquerda (em russo:  Партия левых социалистов-революционеров), cujos adeptos às vezes foram chamados de Socialistas Revolucionários de Esquerda ou SRs de Esquerda, era um partido formado pela separação da fração mais esquerdista do Partido Socialista Revolucionário (os SRs) após o II Congresso dos Sovietes, que criou sua própria organização em dezembro de 1917, mês em que juntaram-se ao governo revolucionário bolchevique (Sovnarkom) constituído após a Revolução de Outubro. O partido manteve o governo de coalizão com os bolcheviques até a assinatura do Tratado de Brest-Litovski. A aliança entre os partidos entrou em declínio no verão de 1918 após perseguição do governo pela fracassada revolta de julho.
Maria Spiridonova foi uma líder proeminente deste grupo. Os Socialistas Revolucionários de Esquerda de fato se separaram dos SRs. A separação não foi concluída antes das eleições da Assembléia Constituinte Russa; o primeiro teste eleitoral significativo entre os partidos nos sovietes camponeses algumas semanas depois das eleições da Assembléia mostraram que as partes tinham um apoio aproximadamente igual entre os camponeses. Apoiando a insurreição comunista dos bolcheviques, os Socialistas Revolucionários de Esquerda fizeram exigências como a condenação da guerra como um empreendimento imperialista e a saída imediata da mesma guerra, a cessação da cooperação com o governo provisório do Partido Socialista Revolucionário, e a resolução imediata da questão da terra de acordo com o programa do partido e entrega da terra ao campesinato.
Após a divisão no Partido Revolucionário Socialista entre os Socialistas Revolucionários de Esquerda e os Socialistas Revolucionários de Dreita, os SRs de Esquerda deixaram o Partido Socialista Revolucionário devido ao seu apoio à derrubada do governo de Alexander Kerensky. Os Socialistas de Esquerda mais tarde apoiariam os bolcheviques que derrubaram o governo provisório.